# Németország világörökségi helyszínei
Németország területéről eddig ötvennégy helyszín szerepel a világörökségi listán, tizenkét helyszín a javaslati listán várakozik a felvételre.
| | Aacheni dóm |
| 1978 |             |
| Kulturális (I)(II)(IV)(VI) |             |
| Védett terület: 0,2 ha, puffer zóna: 67 ha, hivatkozás: 3 |             |
| Az aacheni dóm jelenlegi formája több, mint ezer év alatt alakult ki. Palotakápolnáját Nagy Károly idejében, 796-ban kezdték el Metzi Ottó frank építőmester irányítása alatt és 805-ben szentelte fel III. Leó pápa. Egyik mintaképe a ravennai San Vitale-templom volt. Fő tere egy szabályos nyolcszög, amelyhez tizenhat szögű körüljáró és karzat csatlakozik. A belső tér meredeken felfelé emelkedő, aknaszerű benyomást kelt. A tömör bronzból készült kapukat és korlátokat helyben készítették igen magas színvonalon, az antik oszlopokat és márványdíszeket Ravennából és Rómából hozták. Nagy Károly trónusát a kápolna nyugati részén állították fel. A dómban 936 és 1531 között 31 német császárt koronáztak meg. A következő századok során több átépítésre és bővítésre is szükség volt, hogy elegendő tér álljon rendelkezésre a koronázási szertartásokhoz és a Nagy Károly sírját felkereső zarándokok számára. Ezért a kápolna köré egy gótikus stílusú katedrálist emeltek. A katedrális bizánci hatásokat tükröző belső berendezése igen látványos, ezenkívül figyelemre méltóak a 15. században felszentelt kórus üvegablakai. |             |

| | Speyeri dóm |
| 1981 |             |
| Kulturális (II) |             |
| Hivatkozás: 168 |             |
| Az 1. században a rómaiak által alapított településen már a 6. vagy a 7. században püspöki székhelyet hoztak létre, majd a 11. század elején kezdték el építeni a székesegyházat, amelyet a császár a száli frank uralkodók temetkezési helyéül szánt. A II. Konrád német-római császár uralkodása alatt épült speyeri dóm a maga korában a legnagyobb székesegyház volt a nyugati kereszténység területén és a 11. valamint a 12. században jelentős befolyást gyakorolt a román építészet fejlődésére. A templom majdnem három évszázadon át a német császárok temetkezési helye volt. Az 1030-ban alapított, négy toronnyal és két kupolával ellátott templomot 1061-ben szentelték fel IV. Henrik, az alapító unokájának idejében. Az 1093-ban elkészült kripta tizenhat uralkodó nyughelye. 1689-ben a pfalzi örökösödési háború idején az épület egy tűzvészben súlyosan megrongálódott. Helyreállítása 1772-ben kezdődött el, majd a 19. század közepén a templom belső terét festményekkel díszítették, nyugati vége mellé egy új épülettömböt emeltek. A 20. század közepén a katedrálist a 11. századi formájára igyekeztek helyreállítani. |             |

| | Würzburgi püspöki palota |
| 1981 |                          |
| Kulturális (I)(IV) |                          |
| Védett terület: 14,77 ha, puffer zóna: 25,06 ha, hivatkozás: 169 |                          |
| A würzburgi püspöki rezidenciát, Németország egyik legnagyobb és legszebb palotáját Johann Philipp Franz von Schönborn hercegérsek megrendelésére 1720-ban kezdték el építeni. A palota nagy részét 1744-re már be is fejezték, díszítése 1770-ig tartott. A tervezéssel Johann Balthasar Neumannt bízták meg, de a koncepció és a végleges tervek kidolgozásában a kor több más jelentős építésze, köztük a bécsi Lukas von Hildebrandt, valamint a párizsi Robert de Cotte és Germain Boffrand is részt vett. A palota két legfontosabb része a császárterem és a lépcsőház, amelyeket a velencei Giovanni Battista Tiepolo freskóival díszítettek. A lépcsőházban látható, az akkor ismert négy földrészt megjelenítő 600 négyzetméteres mennyezetfestmény a világ legnagyobb freskója. Európát ábrázoló részén a művész azokat a személyeket is megjelenítette akik szerepet játszottak a rezidencia létrejöttében, a megrendelő érseket, az építész Neumannt, saját magát és fiát, Giandomenicót. A palotához tartozó kertet Johann Prokop Mayer tervezte a 18. század végén, fő látványossága egy kerek medence benne egy monolit lávakővel. |                          |

| | Wieskirche |
| 1983, kisebb módosítás: 2011 |            |
| Kulturális (I)(III) |            |
| Védett terület: 0,1 ha, puffer zóna: 8,4 ha, hivatkozás: 271 |            |
| Wies temploma rokokó zarándoktemplom Bajorországban, az Alpok lábainál, a Steingaden községhez tartozó Wies faluban. 1738-ban néhány hívő könnyeket látott a megkorbácsolt Krisztust ábrázoló, 1730-ban a nagypénteki körmenethez faragott szobron, ezután építették fel Németország egyik legszebb rokokó templomát. A templom 1745-54 között készült el Johann Baptist és Dominikus Zimmermann testvérpár tervei alapján. A zarándoktemplomban szerencsésen ötvözték az épületszerkezetet és a díszítőelemeket, így harmonikus összhatás jött létre. Az építkezést Steingaden apátja rendelte el miután egyre több zarándok érkezett a korábban egy fakápolnában elhelyezett szoborhoz. A szobrot egy két emelet magasságú oltárra helyezték, a belső teret gazdag stukkódíszítéssel borították és freskókkal díszítették. A látványos természeti környezetben álló templom kórusát 1749-ben szentelték fel, többi része 1754-re készült el. |            |

| | Augustusburg és Falkenlust kastélyok |
| 1984 |                                      |
| Kulturális (II)(IV |                                      |
| Védett terület: 89 ha, hivatkozás: 288 |                                      |
| Az Augustusburg és Falkenlust kastélyok a Rajna-vidéki Brühl város keleti felén találhatóak, és a régió legjelentősebb barokk és rokokó műemlékei közé tartoznak. A két kastélyt a kastélyparkon áthaladó sétány köti össze. Az Augustusburg kastély a kölni hercegérsek, I. Kelemen Ágost rezidenciája volt, amelyet egy korábbi, kevésbé jelentős épület átalakításával hoztak létre. Az építkezés 1725-ben kezdődött. A dísztermek a kertre néznek, belsejüket gazdag dekorációval és berendezéssel látták el. Legszebb része a nyári lakosztály, amit mázas cserepekkel díszítettek. Jelentős alkotás a kastély freskókkal, stukkókkal, szobrokkal díszített lépcsőháza is. A Falkenlust kastélyt, a hercegérsek solymászlakát 1729-ben kezdték építeni szép természeti környezetben. Berendezése éppen olyan gazdag mint az Augustusburg kastélyé viszont kisebb mérete miatt intimebb hatást kelt. Az épületeken ausztriai, bajorországi, itáliai és francia művészek és építészek dolgoztak. |                                      |

| | Hildesheimi Szűz Mária mennybemenetele katedrális és Hildesheimi Szent Mihály-templom |
| 1985, kisebb módosítás: 2008 |                                                                                       |
| Kulturális (I)(II)(III) |                                                                                       |
| Védett terület: 0,58 ha, puffer zóna: 157,68 ha, hivatkozás: 187 |                                                                                       |
| A világörökségi helyszínhez tartozó mindkét templom a 11. században épült román stílusban, belső díszítőelemeik kifejezik a kor építészetének hangulatát. A Szent Mihály-kolostortemplomot 1010 és 1022 között építették Bernward hildesheimi püspök megrendelésére, legjelentősebb művészi alkotásai egy bronzkapu, nyolc domborművén a Teremtés könyvének és Jézus életének jeleneteivel, valamint egy szintén bronzból készült oszlop (1020 körül). A templom alaprajza a szászországi formákat követi, két apszisával szimmetriát mutat. Középhajójának 1300 deszkából álló, Jézus családfáját bemutató festett mennyezete a kor egyik remekműve. A Szent Mária-katedrális szerkezete hasonló, de az épület egészében véve sokkal kecsesebb. Egy 1046-os tűzvész után újjáépítették, de kriptája a mai napig megőrizte eredeti formáját. A templomban őrzik Hezilo püspök csillárját és egy késő román kori bronz keresztelőmedencét. |                                                                                       |

| | Trier római kori műemlékei |
| 1986 |                            |
| Kulturális (I)(III)(IV)(VI) |                            |
| Hivatkozás: 367 |                            |
| Trier római kori műemlékei gyűjtőnéven vették fel 1986-ban az UNESCO világörökség listájára a következő, Trierben illetve környékén található építményeket: Amfiteátrum, Aula Palatina, Borbála fürdő, Császári fürdők, Igeli oszlop, Porta Nigra, Mosel-híd, valamint a Szent Péter-dóm. A város az 1. századtól római kolónia volt, kereskedelmi központtá fejlődött, majd a 3. században a tetrarchia egyik fővárosa lett. A települést három nagyobb építkezési hullámban fejlesztették, az első Claudius korában, a második a 2. században, a harmadik Nagy Konstantin korában történt. Az Aula Palatina Nagy Konstantin idejéből származik, az uralkodó itt adott audienciákat, később frank grófok használták, majd a püspöki palota része lett. Trier jellegzetes épülete a Porta Nigra (Fekete kapu), a négy városkapu egyike a római kori városfal része. A kaput két előreugró torony szegélyezi, a 11-12. században templommá alakították át. Az amfiteátrum befogadóképessége 20 000 fő volt, a fürdőket szintén Nagy Konstantin idejében újították fel. A román kori Szent Péter-dóm legrégebbi részei a 4. századból valók, mellette épült fel az 1270-ben befejezett Miasszonyunk-templom. |                            |

| | A Római birodalom határai – Hadrianus fala, Antoninus fala és a limes |
| Az Egyesült Királyság és Németország közös világörökségi helyszíne |                                                                       |
| 1987, kiterjesztések: 2005, 2008 |                                                                       |
| Kulturális (II)(III)(IV) |                                                                       |
| Védett terület: 526,9 ha, puffer zóna: 5 225,7 ha, hivatkozás: 430 |                                                                       |
| A Németországgal közösen fenntartott helyszínből angol területen találhatók Hadrianus (Kr. u. 122) és Antoninus fala (Kr. u. 142), amelyek a barbár törzsektől védték a római tartományok lakosságát. A helyszín eredetileg csak Hadrianus fala volt, de később (2005-ben és 2008-ban) úgy módosították, hogy a falakon kívül az i. sz. 2. századi Római Birodalom határvidékének maradványait magába foglalja. Hadrianus fala 120 kilométer hosszú, építéséhez kő és föld keverékét használták fel. A mai Észak-Anglia területén húzódik kelet-nyugati irányban. Tőle 150 kilométerre északra állnak a 60 kilométer hosszú Antoninus-fal maradványai, a Római Birodalom egykori legészakibb határán. A falat tizenkilenc római erőddel egészítették ki. A falak és a hozzájuk tartozó kiegészítő építmények jól szemléltetik a római kultúra összetettségét. Amikor a rómaiak az 5. század elején elhagyták a területet a falak állapota gyorsan romlani kezdett. Antoninus falának jelentős része már néhány évtized alatt elpusztult. A falak egy részét kiásták, néhány szakaszon helyreállították, más részeik viszont teljesen elpusztultak. A limes mai maradványait épített falak, árkok, csatornák, erődrendszerek, kilátótornyok és polgári települések alkotják. |                                                                       |

| | Lübeck |
| 1987, kisebb módosítás: 2009 |        |
| Kulturális (IV) |        |
| Védett terület: 81,1 ha, puffer zóna: 693,8 ha, hivatkozás: 272 |        |
| Lübeck volt a 14. században a Hanza-szövetség legmeghatározóbb tagja. A harmincéves háború (amelyben Lübeck semleges maradt) pusztításai és a transzatlanti kereskedelem felélénkülése miatt a Hanza-szövetség lassan lehanyatlott. 1806-ban Napóleon csapatai foglalták el, majd 1871-ben az újonnan alapított Német Birodalom része lett. A második világháborúban súlyosan károsodott, majdnem húsz százaléka elpusztult. Egy szelektív rekonstrukció keretében legfontosabb hatvanhat épületét kiegészítették, illetve újjáépítették. Az elszenvedett károk ellenére alapszerkezete nem változott. A kereskedőházak a gazdagabb, nyugati városrészen épültek fel, míg a keleti városrészben alakult ki a kézművesek negyede. Lübeck legfontosabb épületei a 13. században épült és később gótikus stílusban átalakított dóm, a kéttornyú Marienkirche, a 14. századi Szent Katalin-templom, a 13. századi Szentlélek kórház, a középkor egyik legnagyobb városházája, a híres 15. századi Holstentor kapu és a 15-16, századi patrícius lakó- és középületek. |        |

| | Potsdam és Berlin palotái és parkjai |
| 1990, kiterjesztés: 1992, 1999 |                                      |
| Kulturális (I)(II)(IV) |                                      |
| Védett terület: 2 064 ha, hivatkozás: 532 |                                      |
| Potsdam és Berlin palotái és parkjai gyűjtőnéven került az UNESCO világörökség listájára 500 hektárnyi park és 150 épület Potsdam és Berlin környékén. Noha a kastélyok építése majdnem kétszáz éven át tartott (1730 és 1916 között), összességükben mégis művészi egységet alkotnak a Havel folyó és a Glienicke-tó partján. A helyszínhez tartozik többek között a Sanssouci-palota és parkja, a Babelsberg a csillagvizsgálóval, a Lindstedt-kastély, a Sacrow- és Glienicke-palota, az Új kert a Cecilienhof-palotával, a Pfingstberg a Belvederével és a Páva-sziget. A Sanssouci-palota egy gazdagon díszített rokokó épület Nagy Frigyes porosz király rezidenciája volt. Kertjében később több épületet is emeltek, például a Kínai teaházat, a képtárat, az új szárnyakat és az Új palotát. A Cecilienhof-kastélyban tartották 1945-ben a Németország sorsát eldöntő Potsdami konferenciát. |                                      |

| | Lorschi bencés apátság |
| 1991, kisebb módosítás: 2011 |                        |
| Kulturális (III)(IV) |                        |
| Védett terület: 3,34 ha, puffer zóna: 29,61 ha, hivatkozás: 515 |                        |
| A bencés apátság korai román stílusú műemlék Lorsch város szélén, Németország Hessen tartományában. Az apátságot 764-ben alapították és 468 évig állt fenn, majd 1232-ben a mainzi érsekség bekebelezte. A Kis Pipin uralkodása alatt alapított bencés apátság a 9-10. században élte fénykorát, amikor II. Lajos halálát követően a Karoling-királyok keleti frank ágának temetkezőhelyévé vált. A korai középkorban a Frank Birodalom egyik szellemi és kulturális központja volt. 1090-ben egy tűzvészben károsodott, a 12. században építették újjá. 1557-ben a reformáció idején beszüntették a működését. A kolostor romjai, a hozzá tartozó kapuház és a megmaradt műalkotások a kor egyik legjelentősebb apátságának emlékét őrzik. A kapuház az egyetlen teljes egészében fennmaradt Karoling-kori épület. Az apátságtól nem messze fekszenek egy korábbi kolostoregyüttes, az Altenmüster maradványai. A forrásokban már 764-ben említett épületegyüttesből költözött át néhány év után a kolostor Lorsch-ba. |                        |

| | Rammelsbergi bánya, Goslar történelmi óvárosa és Felső-Harz-vidéki vízgazdálkodási rendszer |
| 1992, kiesebb módosítás: 2008, kiterjesztés: 2010 |                                                                                             |
| Kulturális (I)(II)(III)(IV) |                                                                                             |
| Védett terület: 1 009,89 ha, puffer zóna: 5 654,69 ha, hivatkozás: 623 |                                                                                             |
| A rammelsbergi bánya a németországi Goslar városától délre, a Rammelsberg nevű hegyen található. Az itt létesített múzeum az Ipari Örökségek Európai Útvonala (ERIH) egyik állomása. Rammelsbergen elsősorban galenitet, kalkopiritet, szfaleritet, baritot valamint vitriolt hoztak felszínre. A bányát több mint ezer év után 1988-ban zárták be. A területen már az i. e. 3. században is bányásztak fémeket (ezüst, réz, ólom, cink, arany). Goslar a gazdag fémlelőhelynek köszönhetően fontos központ volt, 1100 körül városi kiváltságlevelet kapott. A 10-12. században itt volt a Német-római Birodalom egyik székhelye és vallási központ is volt. Központi szerepét hangsúlyozta az itt épült császári rezidencia is. A bányászat hasznából épültek a város erődjei, templomai, középületei és az előkelők rezidenciái. A helyszínhez 2010 óta tartozik a vízgazdálkodási rendszer, amelyet ciszterci szerzetesek létesítettek és több mint nyolcszáz éven át folyamatosan fejlesztettek. A bányászatot támogató rendszer mesterséges tavakból, árkokból, föld alatti vízfolyásokból áll, ez a világ egyik legnagyobb, az ipari termelés előtt létesített energiaellátó rendszere. |                                                                                             |

| | Maulbronni kolostoregyüttes |
| 1993, kisebb módosítás: 2019 |                             |
| Kulturális (II)(IV) |                             |
| Védett terület: 72,45 ha, puffer zóna: 1 568,47 ha, hivatkozás: 546 |                             |
| A maulbronni kolostoregyüttes egy hajdani ciszterci apátság Maulbronn szélén, Németország Baden-Württemberg tartományában. Ezt tekintik a legjobb állapotban fennmaradt középkori kolostornak az Alpoktól északra. Az együttesben a román stílustól a késő gótikáig minden irányzat megtalálható. Az 1147-ben alapított apátság szerkezete amelyet a burgundiai apátságok mintájára alakítottak ki jóformán teljes egészében változatlanul fennmaradt, csak az ebédkőtermet és a laikusok hálótermét alakították át a reformáció idején. Az apátság kialakításakor újszerű építészeti megoldásokat alkalmaztak és mellőztek minden díszítést. A 12. és 15. század között emelt központi épületeket erődszerű falakkal vették körül. A templomot, egy háromhajós bazilikát 1178-ban szentelték fel, a 15. század közepén fagerendás mennyezetét gótikus boltozatra cserélték. A hozzátartozó kerengő egy része a 13. századból származik, előcsarnoka 1220-ban készült el. Fejlett volt az apátság vízgazdálkodása is, a földműveléshez és haltenyésztéshez víztározókkal, öntöző és vízelvezető rendszerrel biztosították a vizet. |                             |

| | Bamberg |
| 1993 |         |
| Kulturális (II)(IV) |         |
| Védett terület: 142 ha, puffer zóna: 444 ha, hivatkozás: 624 |         |
| Bamberg város Bajorországban található, híres egyetemi, érseki, sörfőző település, valamint közigazgatási központ is. A gyönyörű belváros a legnagyobb épségben megmaradt történelmi városmag Németországban. A hét dombra épült püspöki és császári várost legkorábban 902-ben említik a források. A kor várostervezési szabályainak megfelelően alaprajza kereszt alakú, az égtájakat egy-egy templommal jelölték. Négytornyú székesegyháza a 13. században épült, műkincsei közé tartozik a híres „bambergi lovas” a 12. század közepéről, II. Kelemen pápa sírja, valamint II. Henrik és felesége síremléke ez utóbbi Tilman Riemenschneider munkája. A városközpont három részre osztható, a katedrális és közvetlen környezete, a Regnitz folyó két ágával körülhatárolt terület és a Thenerstadt ami piacterekből és elszórt házakból állt. A katedrális közelében áll a 16. század második felében épült püspöki palota. Fekvésének köszönhetően – itt kezdődött a Majna hajózható szakasza – a középkor végéig virágzott, kulturális központ is volt. |         |

| | Quedlinburg óvárosa |
| 1994 |                     |
| Kulturális (IV) |                     |
| Védett terület: 90 ha, puffer zóna: 270 ha, hivatkozás: 535 |                     |
| Quedlinburg óvárosa a városközpontban található 16-17. századi faszerkezetű házairól és középkori utcáiról híres. Ez a település volt a Keleti Frank Királyság, majd később a Szász-dinasztia idején a Német-római Birodalom egyik központja. Legfőbb megőrzött értéke középkori utcaszerkezete, favázas házai és román kori temploma a Szent Szerváciusz. A város központját a Palota-hegy alkotja a templommal és a mellette lévő palotával. A Szent Szerváciusz-templomot 1129-ben szentelték fel. Freskókkal díszített kriptájában temették el I. Henriket és feleségét Matildát. A palota román kori alapokra épült, jelenleg látható formáját a 16-17. században kapta. A domb alján elterülő város már korán kiépült amikor az uralkodói udvart kiszolgáló mesteremberek és kereskedők letelepedtek. A fallal megerősített városrész régebbi része a 10., későbbi negyede a 12. században alakult ki. A piactéren álló városházát egy kora barokk bejárattal egészítették ki. |                     |

| | Völklingeni vasmű |
| 1994 |                   |
| Kulturális (II)(IV) |                   |
| Védett terület: 7,46 ha, hivatkozás: 687 |                   |
| A Völklingeni Vasmű a Saar-vidéki Völklingenben, a Saarstahl AG telephelyén található ipartörténeti műemlék, ahol a nyersvas előállításának minden szakasza nyomon követhető. A körülbelül hatezer négyzetméterem elterülő ipari létesítmény az egyetlen egyben, jórészt eredeti állapotban megőrződött 19-20. századi vasmű. A maga korában ez számított az egyik legmodernebb ilyen jellegű építménynek Európában, a 19. század végére a kontinens egyik legnagyobb acélgerenda-gyártójává fejlődött. Legfontosabb részei 1889 és 1916 között épült olvasztókemencéi, amelyek darabonként naponta ezer tonna nyersvasat tudtak előállítani. Itt használtak először nagyüzemi gázfúvógépeket. A nyersanyagot kiterjedt vágányrendszeren szállították a helyszínre, koksszal az 1897-ben elkészült kokszolóüzem látta el a kemencéket. A vasművet 1986-ban zárták be. Nagyrészt megőrizte 1930-as évekbeli állapotát, ez annak köszönhető, hogy a második világháború után csak kisebb átalakításokat és állagmegóvó munkákat végeztek rajta. |                   |

| | Messel bányája |
| 1995, kisebb módosítás: 2010 |                |
| Természeti (VIII) |                |
| Védett terület: 42 ha, puffer zóna: 22,5 ha, hivatkozás: 720 |                |
| Messeltől körülbelül 22 km-re lévő kőfejtőben számos fosszíliát találtak az eocén korszakból. Figyelemre méltóak az emlős fosszíliák. Ez a világ négy legjelentősebb kövületlelőhelyeinek egyike, egy hatvanöt hektár kiterjedésű mélyedés, benne olajpala rétegekkel. Az 57 – 36 millió évvel ezelőttről származó fosszíliák bemutatják hogyan fejlődött ki a dinoszauruszok kipusztulása után a ma ismert növény és állatvilág. Fontos adatokkal szolgál a korai emlősök fejlődésének rekonstrukciójához. A palarétegekben ősi rovarok, csúszómászók, madarak maradványai is megtalálhatók. Teljes csontvázak is előkerültek, egyes példányok gyomortartalma is megőrződött. A legjelentősebb lelet a mintegy 50 őslókövület, amelyek közül több mint 30 teljes csontváz. A kor fontos szakasza volt az élővilág fejlődésének, ekkor vették át az emlősök az uralmat a szárazföldön és egyes fajaik a tengerben (bálnák) mások a levegőben (denevérek) találtak maguknak élőhelyet. A fosszíliák ilyen jó állapotban való fennmaradását a vízzel teli aknában történő lassú rétegződés és az oxigéntől elzárt környezet tette lehetővé. |                |

| | A Bauhaus műemlékei Weimarban és Dessauban |
| 1996, kiterjesztés: 2017 |                                            |
| Kulturális (II)(IV)(VI) |                                            |
| Védett terület: 8,16 ha, puffer zóna: 59,26 ha, hivatkozás: 729 |                                            |
| Az Állami Bauhaus intézményét 1919-ben Walter Gropius a két weimari művészeti iskola összevonásával alapította. Az iskola munkatársai által tervezett épületek voltak a 20. századi építészetet erőteljesen befolyásoló modernizmus első alkotásai. A világörökségi helyszínhez tartozó épületekből kettő Weimarban a többi Dessauban található, ennek az az oka, hogy az alkotóműhely 1925-ben politikai okokból Weimarból Dessauba költözött. A nagyobb szabású épületek Dessau külvárosában találhatók, itt áll az építészeti stílus névadó építménye a Bauhaus is (maga az iskolaépület) és a Mesterek háza ahol az iskola igazgatója és tanárai laktak. A weimari 1923-ban épült Haus am Horn lett a későbbi kertvárosi házak egyik modellje. Fokozatos politikai és költségvetési szorításokat követve 1932. október 1-jével Dessau város felmondta a műhely fenntartását és a művészek közül többen az Egyesült Államokba emigráltak. |                                            |

| | Kölni dóm |
| 1996, kisebb módosítás: 2008 |           |
| Kulturális (I)(II)(IV) |           |
| Puffer zóna: 258 ha, hivatkozás: 292 |           |
| A kölni dóm 157 méteres magasságával Németország második és a világ harmadik legmagasabb temploma. Németország legnépszerűbb látványosságainak egyike, 2004-ben körülbelül 6 millió látogatója volt. A gótikus építészetnek ez a remekműve több száz éven keresztül épült. A mai épület egy két homlokzati toronnyal, szentélykörüljárós kórussal rendelkező öthajós, egy kereszthajós bazilika formájú templom. A területen a 4. században egy keresztény imaházat építettek amit átriummal, keresztelőkápolnával és egy püspöki lakóházzal bővítettek ki. Az évszázadok során többször megnagyobbították, majd 1164-ben ide kerültek Milánóból a Háromkirályok ereklyéi és az épületek szűknek bizonyultak az egyre nagyobb számban érkező zarándokok számára. A munkálatok csak a 13. század közepén kezdődtek el, a nyugati homlokzat a 14. század elején elkészült, de a dóm teljes szerkezete csak 1560-ra épült meg. A templom ezután még évszázadokig befejezetlen maradt, ma is látható formáját 1842 és 1880 között kapta. A Háromkirályok-ereklyetartó Nicolas de Verdun munkája, a három szárnyú oltár a 15., a kórusülések a 13., a Gero-feszület a 10. századból való. |           |

| | Luther-emlékhelyek Eislebenben és Wittenbergben |
| 1996 |                                                 |
| Kulturális (IV)(VI) |                                                 |
| Védett terület: 0,83 ha, puffer zóna: 13,02 ha, hivatkozás: 783 |                                                 |
| A helyszínhez tartozó műemlékek mind kapcsolatban állnak Luther Márton és reformertársa Melanchthon életével. Eislebenben áll Luther szülőháza és utolsó lakóhelye, Wittenbergben pedig a Luther-ház, a városi templom (Stadtkirche), a kastélytemplom (Schloss kirche) és a Melanchton-ház. A Luther-ház a wittembergi egyetem udvarán álló egykori Ágoston-rendi kolostorban található, több mint negyven éven át itt élt és dolgozott, jelenleg múzeum működik benne. Ez a wittembergi ház volt a később kiadott Asztali beszélgetések színhelye is. 1517 október 31-én a kastély-templom ajtajára függesztette ki híres 95 tételét, a jelenlegi bronzajtón ennek latin szövege látható. A templom belsejében áll Luther és Melanchthon síremléke is, Luther több mint harminc évig a templom prédikátora volt. A piactéren álló emlékművét 1821-ben állították fel. Az eislebeni házakat nemrég műemlékvédelmi szempontokat maximálisan figyelembe véve újították fel. |                                                 |

| | A klasszikus Weimar |
| 1998 |                     |
| Kulturális (III)(VI) |                     |
| Hivatkozás: 846 |                     |
| A „klasszikus Weimar” elnevezés egy egyedülálló ám rendkívüli hatású kulturális időszaknak, az ún. weimari klasszikának korában létező várost takarja, mely a 18. század vége felé az európai polgári felvilágosodás által előkészített udvari és polgári kultúra egyik európai centruma volt. A felvilágosult politika sok művészt vonzott a városba, köztük Johann Sebastian Bachot, Johann Wolfgang Goethét, Friedrich Schillert és Liszt Ferencet. Goethe először 1782-ben költözött a városba. A Schiller-ház egy késő barokk épület 1777-ben épült. A barokk Herder-ház 1726-ból való és az 1776 és 1803 között a gótikus Városi templomban prédikáló Gottfried von Herderről kapta a nevét. Weimar művészeti gyűjteménye a Város kastélyban (Stadschloss) tekinthető meg. Anna Amália hercegnő 1774-ben költözött be a Wittums palotába, az ő nevét viselő könyvtár a klasszikus Weimar szellemi életének központja volt. Egy 2004-es tűzvészben súlyosan károsodott, de 2007-re sikerült helyreállítani. Az Ettesburg-kastélyban rendezték be a hercegi nyári rezidenciát, a Belvedere-kastélyt (1724-től) hercegi vadászkastélynak szánták. A helyszínhez tartozik a hercegi kripta és az 1823-ban létesített temető benne Goethe és Schiller síremlékeivel. |                     |

| | Múzeum-sziget |
| 1999 |               |
| Kulturális (II)(IV) |               |
| Védett terület: 8,6 ha, puffer zóna: 22,5 ha, hivatkozás: 896 |               |
| A berlini Múzeum-sziget a Spree folyó szigetének északi csücskén terül el, Berlin központjában. Történelmileg itt alakultak ki a berlini múzeumok és ma is Berlin egyik sokat látogatott nevezetessége. Az első, az Altes Museum (Régi Múzeum) 1824 és 1828 között épült meg, a Neues Museum (Új Múzeum) 1843 és 1855 között, az Alte Nationalgalerie (Régi Nemzeti Képtár) 1866 és 1876 között, a sziget csücskében álló Bode Múzeumot 1904-ben avatták fel és utolsónak készült el a Pergamonmuseum 1912 és 1930 között. Ez utóbbi szerkezetét a kiállított nagyméretű műemlékekhez (Pergamon-oltár, Istár-kapu) igazították. Az Altes Museumban állították ki a görög, a római és az etruszk eredetű műkincseket. A második világháborúban súlyosan megsérült és csak 2009-ben újranyitott Neues Museum legfőbb kincsei az egyiptomi és a régészeti gyűjtemény. A 2001-ben újranyitott Alte Nationalgalerie termeiben főleg 19. századi alkotások láthatók, a Bode Múzeumban helyezték el a szoborgyűjteményt, a bizánci gyűjteményt, középkori alkotásokat és a numizmatikai gyűjteményt. A Pergamonmuseum-ban kis-ázsiai, közel-keleti ókori tárgyak láthatók és itt kapott helyet az iszlám művészeti gyűjtemény is. |               |

| | Wartburg vára |
| 1999 |               |
| Kulturális (III)(VI) |               |
| Hivatkozás: 897 |               |
| Wartburg vára a leghíresebb a Ludowinger nemesi család várai közül, egy keskeny és meredek sziklaormon emelkedik, 220 méterrel Eisenach városa felett. A várat 1080-ban említik először a források, majd Eisenach hamarosan Türingia tartományi grófság székhelye lett. A korábbi erődöt a 13. század elején alakították át várkastéllyá. A vár bejárata egy függőhidas toronykapu, ezután következnek a külső udvar házai. A második, alsó udvar fő részei az őrtorony, a palota, a lovagok fürdője, a déli kapu és egy esőgyűjtő ciszterna. A hagyomány szerint egy dalnokversenyt is rendeztek itt, ebből születhetett a 13. században egy középfelnémet költemény gyűjtemény. 1521 és 1522 között itt élt száműzetésben Luther Márton aki a várban fordította le az Újszövetséget német nyelvre. Az épületegyüttes a 19. század elejére elég romos állapotba került, helyreállítását a század második felében kezdték meg. Wartburg vára több egyszerű várnál, a német történelem egyik jelképének tekintik. |               |

| | Dessau–wörlitzi kertbirodalom |
| 2000, kisebb módosítás: 2019 |                               |
| Kulturális (II)(IV) |                               |
| Védett terület: 11 891 ha, puffer zóna: 11 208 ha, hivatkozás: 534 |                               |
| A dessau-wörlitzi kertbirodalom Szász-Anhalt tartományban található kultúrtáj, amely néhány jelentős épületből illetve angolkertekből áll. A kertbirodalom az Elba mentén 142 km² területen fekszik a közép-elbai bioszféra-rezervátumban. Kialakítását III. Lipót Frigyes Ferenc anhalt-dessaui herceg rendelte le 1746-ban. A felépült barokk együttes amelyen holland hatások is felismerhetők ma is eredeti formájában látható. Az épületek tervezésekor híres római kori, itáliai reneszánsz és angol klasszicista épületeket vettek alapul. A tájépítés már 1683-ban elkezdődött amikor a várost, a parkot és a hercegi rezidenciát egy egységbe foglalták. 1700 körül az Elba mocsaras árterében területeket csapoltak le, ide tanyákat, falvakat terveztek. A 18. század második felében épült a a központi épület Wörlitz kertes kastélya a német klasszicizmus egyik legfontosabb alkotása. III. Lipót Frigyes idejében a kerteket és az épületeket egy művészi alkotássá fejlesztették halálakor 1817-ben hercegségének egy jelentős része szinte egy összefüggő kert volt. A park többi eleme közül figyelemre méltó Flóra temploma, a zsinagóga és a gótikus ház. |                               |

| | Reichenau |
| 2000 |           |
| Kulturális (III)(IV)(VI) |           |
| Hivatkozás: 974 |           |
| Reichenau a Boden-tó legnagyobb szigete Németországban. 724-ben alapított Benedek-rendi kolostora a 10–11. századi európai művészettörténet jelentős emléke. A kolostorsziget idővel Európa egyik jelentős szellemi és vallási központjává vált. A 9. és a 11. század között épült templomai jellemző darabjai Európa kora középkori egyházi építészetének. A Szent Mária-templom építése a Karoling-korban kezdődött, 816-ban szentelték fel, majd a következő három évszázadban többször átépítették mai iker kereszthajókkal ellátott bazilika formájára. A Szent Péter és Szent Pát apátsági templom későbbi, 1080 és 1134 között épült, kereszthajó nélküli bazilika formájú templom. A helyszín legfontosabb műemléke a késő Karoling-kori Szent György-templom, ami Ottó-korabeli falfestményeiről nevezetes. A képek Jézus életéből ábrázolnak jeleneteket. A magas művészi színvonalú falképek bizonyítják, hogy a helye jelentős művészeti központ volt, ahol irodalmi és tudományos tevékenységeket is folytattak. Az első kolostor csak romjaiban maradt meg. |           |

| | Zollverein Szénbánya |
| 2001 |                      |
| Kulturális (II)(III) |                      |
| Hivatkozás: 975 |                      |
| Az 1986-ban bezárt Zollverein Szénbányát Franz Heniel gyáros alapította, aki az acélgyártáshoz szükséges kokszot keresett. A Katernberg nevű helyen végzett próbafúrások során többek között egy ígéretes szénlelőhelyre bukkant, amelyet az 1834-ben alapított Zollvereinről nevezett el Essen északi részén. Az ipari komplexumot a szénbánya és a hozzá tartozó 20. századi épületek alkotják. A maga korában a világ legnagyobb és legmodernebb kőszénfejtő telepe volt. A kitermelés a 19. század közepén kezdődött 120 méter mélységben. 1847 és 1935 között tizenkét aknát nyitottak, a járatok hossza meghaladta a százhúsz kilométert, legnagyobb mélységük ezerkétszáz méter volt. A bányát 1986-ban a hozzá tartozó kokszolót egy acélipari hanyatlás miatt 1993-ban zárták be. Az ipari műemlék fennmaradt részei az igazgató villája (1898), a hivatalnokok lakhelye (1878), egy adminisztratív épület (1906), a központi kokszoló, a szénrostáló, a szénmosó, a szállítószalagok, a vasútvonal és a környékbeli házak. A kőszénmosóban és a átépített kazánházban jelenleg múzeumok üzemelnek. |                      |

| | Stralsund és Wismar óvárosa |
| 2002 |                             |
| Kulturális (II)(IV) |                             |
| Védett terület: 168 ha, puffer zóna: 448 ha, hivatkozás: 1067 |                             |
| A két város jelentős Hanza kereskedelmi központ volt. Mindkét településnek fennmaradt középkori és kora újkori városközpontja, bennük vörös téglás épületekkel. A balti államok felé vezető úton fekvő Wismart a 13. század első harmadában már városként említik a források, 1259-ben vált a Hanza-szövetség részévé. Fénykorát a 14-15. században élte. Eredetileg egy várárok védte, később ezt feltöltötték. Középkori kikötője jó állapotban maradt meg. Később is nagyszabású építkezések színhelye volt, ennek bizonyítéka hercegi palotája. Északi városrészében található a Városháza (Rathaus), mely neoklasszikus stílusban épült 1817–1819 között. Stralsundban a gótikus építészetnek egy jellegzetes formája alakult ki, ennek egyik legfontosabb alkotása a 14. századi városháza. Történelmi központja a német téglagótika szép példája. Piacterén épült fel a vízemelő, ami a 19. század végéig biztosította a település vízellátását. Straslund a 14. századra a balti térség egyik legjelentősebb központjává vált, ennek bizonyítékai gazdagon díszített kereskedőházai. Az enyhén ovális szigeten épült város eredeti körvonalai ma is láthatók, a reneszánsz, barokk, klasszicista épületek kialakításakor is meg tudták őrizni az eredeti városkép szerkezetét. |                             |

| | Rajna-völgy |
| 2002 |             |
| Kulturális (II)(IV)(V) |             |
| Védett terület: 27 250 ha, puffer zóna: 34 680 ha, hivatkozás: 1066 |             |
| A helyszínhez a Közép-Rajna völgyének egy 65 kilométeres szakasza tartozik, benne jó állapotú történelmi műemlékekkel, várakkal, történelmi városokkal és szőlősökkel. A terület évezredekig Európa egyik legfontosabb szállítási útvonala volt. A partoldalakat szőlő borítja, a kisvárosok és falvak a keskeny parti sávban épültek ki, a dombok tetején várak állnak. A térség megihlette az írókat, zeneszerzőket és festőket is, főleg azokat akik a 19. században alkottak. A terület legfőbb látnivalói: a Bingen-kapu utáni Rüdesheimer Berg szőlői, Lorch kisvárosa a Bacharach-völgyben, a középkorias Bacharach gerendaszerkezetű házai, Kaub és környezete a városfallal, a teraszos szőlőkkel és a Pfalzgrafenstein-kastéllyal, Oberwesel két gótikus temploma és régi házai, a középkori Schönburg-kastély és a városfal, a Nahe torkolata melletti Egér-torony, Boppard az ország legjobb állapotban megmaradt római helyőrségével, a Rajna és a Mosel összefolyásánál lévő Koblenz és a Reichenberg-kastély. |             |

|                                                                   | Az Elba-völgy drezdai szakasza |
| 2004 - 2009                                                       |                                |
| Kulturális (I)(III)(IV)(V)                                        |                                |
| Védett terület: 1 930 ha, puffer zóna: 1 240 ha, hivatkozás: 1156 |                                |
| 2009-ben törölték a listáról                                      |                                |

| | Muskaui park / Park Muzakowski |
| Lengyelország és Németország Közös világörökségi helyszíne |                                |
| 2004 |                                |
| Kulturális (I)(IV) |                                |
| Védett terület: 348 ha, puffer zóna: 1 204,6 ha, hivatkozás: 1127 |                                |
| A parkot a Neisse folyó mindkét partján Hermann von Pückler-Muskau herceg hozta létre 1815 és 1844 között. A környező megművelt földekbe észrevétlenül beolvadó park a tájtervezés egy újfajta formája volt, facsoportok, rétek és virágágyások együtteséből áll. A II. világháborút követően egy része Lengyelországhoz másik része Németországhoz került, így a két ország közös világörökségi helyszíne. A környékhez tartozik egy újjáépített kastély, több híd és egy arborétum. A korabeli parkokkal ellentétben nem akart egzotikus hatást kelteni, növényzete nagy része európai fajokból áll. Egy helyreállított kettős híd mostanra összeköti a korábban Vasfüggönnyel elválasztott elválasztott két részét. A német oldalhoz tartozik a kastély parkja, a fürdők parkja, a hegyi park, míg a lengyel oldalhoz a felső park és az arborétum. A park épületei a régi és új kastély, az üvegház, a trópusi ház és egy a tájba harmonikusan illeszkedő templomrom. Szenvedélyes tájkertépítő alapítója hosszabb időt töltött el Angliában, ahol a hagyományos angolkertek nagy hatást tettek rá, alkotása befolyásolta Európa és Amerika tájépítészetét. Németország és Lengyelország határon átnyúló közös munkája a park gondozásában és az épületek állagmegóvásában példa értékűnek számít. |                                |

| | Városháza és Roland-oszlop |
| 2004 |                            |
| Kulturális (III)(IV)(VI) |                            |
| Védett terület: 0,28 ha, puffer zóna: 376 ha, hivatkozás: 1087 |                            |
| A brémai városháza és a Roland-oszlop a Hanza-szövetség fejlődését reprezentálja, melynek a város 1358-tól volt tagja. A városháza és az oszlop kiemelkedő műemlékegyüttes a születő polgári autonómia és a szabad piac jelképei. Előbbi a település fellendülését és a szövetségben elfoglal helyét tükrözi. A 15. század elején gótikus stílusban épült és a 17. század elején az ún. Weser-reneszánsz stílusában renoválták. Alsó terme megőrizte eredeti, gótikus stílusjegyeit, a felsőbb szinteken már a reneszánsz építészeti formái láthatók. A régi mellé épült az új városháza ami szintén az épületegyüttes részét képezi és szerencsésen túlélte a második világháborús bombázást. Ebben a reneszánsz épületrészben található az Aranyszoba ami a bálterem egy része volt és egyben bizalmas megbeszélések helyszíne is. Roland a középkori Európa legendás alakja volt, a Nagy Károlyhoz köthető „Roland-ének” hőse. Majdnem hat méter magas szobra 1404 óta áll a városháza előtt egy korábbi faszobor helyén. Az ország legrégebbi Roland-szobrának tartják ami még a helyén áll, a középkor végén a város függetlenségének a jelképe lett. |                            |

| | Regensburg óvárosa |
| 2006 |                    |
| Kulturális (II)(III)(IV) |                    |
| Védett terület: 182,8 ha, puffer zóna: 775,6 ha, hivatkozás: 1155 |                    |
| Regensburg a Német-római Császárság egyik politikai centruma és virágzó európai kereskedelmi központ volt. Az óváros ékes példája az egyben és egységesen fennmaradt középkori nagyvárosnak. Regensburg a legépebben fennmaradt középkori nagyváros, 984 műemléket foglal magába. Legfontosabb építészeti emlékei a patríciuscsaládok házai és tornyai, a Dóm, a Szent Emmerám-apátság és a régi Kő-híd (Steinbrücke) a 12. századból. A patríciuscsaládok tornyos házai a kereskedők gazdagságát hirdette. A regensburgi dóm a francia gótikus katedrálisok típusának egyetlen példája a Rajnától keletre. A Dunán átívelő Kő-híd - mely a 12. századi hídépítészet kimagasló példája - az óvárost a Stadtamhoffal köti össze. A Stadtamhof negyed a város utolsó középkori bővítésének határát jelöli 1320-ból. |                    |

| | A Kárpátok és más európai régiók ősbükkösei |
| Albánia, Ausztria, Belgium, Bosznia-Hercegovina, Bulgária, Csehország, Észak-Macedónia, Franciaország, Horvátország, Lengyelország, Németország, Olaszország, Románia, Svájc, Szlovákia, Szlovénia, Spanyolország és Ukrajna közös világörökségi helyszíne |                                             |
| 2007, kiterjesztés: 2011 (németországi területek), 2017, 2021 |                                             |
| Természeti (IX) |                                             |
| Védett terület: 92 023,24 ha, puffer zóna: 253 815,38 ha, hivatkozás: 1133 |                                             |
| Ez a határokon átnyúló, többször kiterjesztett helyszín Európa legnagyobb kiterjedésű ősbükköse, jelenleg 18 ország közös világörökségi helyszíne és összesen 94 védett területből áll. Kezdetben az Északkeleti-Kárpátok déli lejtőin, Szlovákia keleti részén és Ukrajnában található védett területhez összesen 10 természetvédelmi körzet tartozott, ezek közül hat Ukrajnában négy pedig Szlovákiában található. Ezek a védett területek egy 185 kilométer hosszú tengelyen fekszenek, tengerszint feletti magasságuk 210 és 1700 méter között váltakozik. A teljes védett övezet eredetileg háromszáz négyzetkilométert foglalt el, majd 2011-ben a helyszínt öt újabb, Németországban található bükkerdővel egészítették ki. A következő kiterjesztés óta, 2017-től a helyszínhez tartoznak mediterrán területek, az Alpok, a Dinári-hegység és a Pireneusok ősbükkösei is. Az utolsó, 2021-es kiterjesztés során bosznia-hercegovinai, csehországi, észak-macedóniai, franciaországi, lengyelországi és svájci bükkösök kerültek a világörökségi listára. Az ősbükkösöben találhatók a világ legmagasabb és legöregebb bükkfái, és megfigyelhető a bükkerdők fejlődésének valamennyi fázisa. A Kárpátokban őshonos bükkfa a Dinári-hegység mellett csak ezeken a területeken vészelte át a jégkorszakot, majd egy rövid, néhány ezer éves időszak alatt elterjedt az egész kontinensen. Az őserdők a bükkfák felbecsülhetetlen értékű genetikai tárházai. A fák mellett található ökoszisztéma magán viseli a jégkorszak utáni élővilág valamennyi jellegzetességét, gazdag növény és állatvilágnak, köztük több védett fajnak nyújt életteret. |                                             |

| | Berlin modern stílusú lakótelepei |
| 2008 |                                   |
| Kulturális (II)(IV) |                                   |
| Védett terület: 88,1 ha, puffer zóna: 258,5 ha, hivatkozás: 1239 |                                   |
| Berlin modern stílusú lakótelepei az összefoglaló elnevezése annak a hat, Berlin különböző városrészeiben és régi külvárosaiban található lakótelepnek.A lakótelepek tervezése elsősorban Bruno Taut és Martin Wagner nevéhez fűződik, bár más építészek is részt vettek benne, úgy mint Hans Scharoun vagy Walter Gropius. Az épületek, a haladó szellemű lakáspolitika bizonyítékai a 20. század első harmadában épültek. Berlin a Weimari köztársaság idején progresszív gondolkodású város volt, a lakótelepek a modernizmus megnyilvánulásai voltak. A külön fürdőszobával, konyhával rendelkező lakások azzal a céllal épültek, hogy enyhítsék a növekvő népesség lakásproblémáit és a különböző jövedelmű lakosoknak is jó minőségű lakhatást biztosítsanak. A különleges elrendezésű (például patkó alakú) lakótelepek hatást gyakoroltak a világ lakóház építészetére. Az épületeken minimalista formákat, újszerű tervezési megoldásokat és technikai újdonságokat alkalmaztak. |                                   |

| | Watt-tenger |
| Dánia, Hollandia és Németország közös világörökségi helyszíne |             |
| 2009, kiterjesztés: 2014 |             |
| Természeti (VIII)(IX)(X) |             |
| Védett terület: 1 143 403 ha, hivatkozás: 1314 |             |
| A tenger része a világ legnagyobb összefüggő árapálysíkságjának, amely Európa északnyugati partvidéke és a Fríz-szigetek között terül el. Tágabb értelemben véve a hollandiai Den Heldertől Németország északnyugati partjain át a dániai Esbjergig húzódó watt-típusú tengerpartokat is a Watt-tengerhez sorolják. Hossza mintegy 500 kilométer. A tengerparti sávot kiterjedt fövenyes partok, homokdűnék, tengerifű-telepek és iszapos lapályok jellemzik, és körülbelül tízezer növény- és állatfaj élőhelyét biztosítják. A területen minden évben több millió vándormadár talál magának pihenőhelyet. Az utolsó jégkorszakot követően keletkezett legfeltűnőbb tájeleme a Nyugati-Fríz-szigetek öt tagja. Az itt jelenlévő ökoszisztéma árapályon alapul, a tenger drámai szintkülönbségeket produkál. Ez az egyik utolsó érintetlen ökoszisztéma Európa északi partvidékén. Különlegessége abból is áll, hogy szinte teljesen árapálysíkság nagyon kevés folyóvízi hatással. A veszélyeztetett tengeri állatok közül megtalálható itt a borjúfóka, a kúpos fóka és a barna delfin. |             |

| | A Fagus-művek Alfeldben |
| 2011 |                         |
| Kulturális (II)(IV) |                         |
| Védett terület: 1,88 ha, puffer zóna: 18,89 ha, hivatkozás: 1368 |                         |
| A Fagus-művek, egy 1910 körül Walter Gropius tervei alapján készült tíz részből álló ma is működő épületkomplexum a modern építészet és ipari tervezés egyik mérföldköve. Megőrizte eredeti formáját, miután elkészült további épületeket nem emeltek hozzá, és egy részét sem bontották le. Jelentősége, hogy szakít a korábbi hagyományos építészeti és díszítő elemekkel, és teljes mértékben a funkcionalitásra helyezi a hangsúlyt. Jellegzetessége, hogy a falak nagy része üvegtáblákból és az azokat tartó elemekből áll, ennek köszönhetően a belső tér világos, ami javította a munkakörülményeket. Nagy hatást gyakorolt az ipari építészetre, a Bauhaus mozgalom kiindulópontjának tekinthető. A Fagus-művek már 1946-ban védelem alá került, ami nagyon korainak számít egy ipari épület esetében. Az épületeket 1985 és 2001 között restaurálták, a munkálatok során igyekeztek megőrizni eredeti formájukat. |                         |

| | Történelem előtti cölöpházak az Alpok közelében |
| Ausztria, Franciaország, Németország, Olaszország, Svájc és Szlovénia közös világörökségi helyszíne |                                                 |
| 2011 |                                                 |
| Kulturális (IV)(V) |                                                 |
| Védett terület: 274,2 ha, puffer zóna: 3 960,77 ha, hivatkozás: 1363 |                                                 |
| A helyszín az Alpok térségében, hat országban 111 különböző helyen álló, i. e. 5000 és i. e. 500 között épült cölöpház maradványaiból áll. A házakat mocsarak, tópartok, folyópartok mellett tárták fel, tervszerű ásatásokat csak a lelőhelyek kis részén végeztek. A nedves környezet megőrizte a lebomló anyagokat is, így a kutatók dendrokronológiai módszerrel pontos datálásokat végezhettek. Az ásatások során előkerült leletek mintegy harminc különböző kultúrához köthetők és képet adnak az korai európai földművelők életéről és társadalmáról, földművelési, állattenyésztési, fémfeldolgozási technikáiról, valamint azok fejlődéséről. Ezen kívül nyomon követhetővé vált az Alpokon keresztül folytatott kereskedelmi tevékenység is, ahol főleg kovakő, arany, agyagedények, textilek és kagylóhéjak cseréltek gazdát. A szállítóeszközök közül i. e. 3400 körülre datálható szekérmaradványokat tártak fel, ezek az eddig ismertek közül legkorábbiak közé tartoznak. |                                                 |

| | A bayreuthi Operaház |
| 2012 |                      |
| Kulturális (I)(IV) |                      |
| Védett terület: 0,19 ha, puffer zóna: 4,22 ha, hivatkozás: 1379 |                      |
| A Joseph Saint-Pierre tervei alapján 1745 és 1780 között épült operaház a barokk színpadépítészet egyik remekműve. A Brandenburgi Wilhelmina megrendelésére készült épület magában áll nem egy palota része, ami előrevetíti a 19. századi nagy operaház építéseket. Ez az egyetlen épségben megmaradt operaház ebből a korból, az ötszáz fős közönség az eredeti díszítőelemek (például fa és vászon) között élvezheti az előadásokat. A gazdagon díszített nézőtér mellett a színpad bonyolult faszerkezete is fennmaradt, ahol festett vásznak keltik a tér illúzióját. Barokk homlokzata homokkőből készült, belső terében a fából készült tetőszerkezet 25 métert hidal át. Az épület és díszítése szinte teljesen eredeti állapotban maradt meg, kisebb változtatások csak például tűzbiztonsági okokból történtek. A harang alakú nézőtéren több sorban kialakított páholyokban található festményeket a kor jelentős művészei alkották. |                      |

| | Wilhelmshöhe hegyi park |
| 2013 |                         |
| Kulturális (III)(IV) |                         |
| Védett terület: 558,7 ha, puffer zóna: 2 665,7 ha, hivatkozás: 1413 |                         |
| A Wilhelmshöhe hegyi park Európa legnagyobb hegyi parkja. 1689-től kezdték kialakítani egy kelet-nyugati tengely mentén. Az alapító ükunokája I. Wilhelm választófejedelem idejében a 18. században művízesésekkel, gyors folyású patakokkal egészítették ki. A park látnivalói: Löwenburg romja, Wilhelmshöhe-kastély és a Herkules-szobor, a barlang, az articsóka-medence szökőkutakkal, az óriásfej-medence, a barokk vízesés ami először a Neptun-medencébe majd onnan a nagymedencébe vezet. A nagymedencénél építették meg a műgejzírt, ami ötven méteres magasságával legmagasabb volt a korában. A park fölé tornyosuló 11,5 méter magas, több kilométerről látható rézből készült Herkules-szobor a nagyszabású parkkal a 18. és 19. századi európai uralkodó osztály vagyonának és hatalmának egyik jelképe. A Löwenburg kastély egy középkori lovagvár másolata, I. Vilmos uralkodása alatt épült. A második világháborúban bombatámadás érte, a középső része súlyosan megrongálódott, egyedül a fehér kőszárny maradt sértetlen. |                         |

| | Corveyi apátság és kastély |
| 2014 |                            |
| Kulturális (II)(III)(IV) |                            |
| Védett terület: 12 ha, puffer zóna: 69 ha, hivatkozás: 1447 |                            |
| Corvey a Frank Birodalom egyik legjelentősebb kolostora volt, kulturális és spirituális központ, ezen kívül komoly politikai és gazdasági szerepet is betöltött mint a birodalom egyik előretolt bástyája az akkori keresztény világ peremén. Itt volt az ország egyik leggazdagabb könyvtára és számos püspök került ki az apátságból. Az apátsági templom westwerk része az egyetlen fennmaradt ilyen jellegű épületelem a Karoling-korból, míg az apátság legkorábbi épületrészei csak régészeti leletként maradtak ránk és még nem kerültek feltárásra. A westwerk mint építészeti elem nagymértékben inspirálta a későbbi román kori és gótikus egyházi építészetet. Eredeti állapotában megőrződött boltozatos, oszlopos terme a földszinten és az emeleten három oldalról galériákkal körbevett fő helyisége a Karoling-reneszánsz egyik legfontosabb építészeti alkotása. Corvey döntő szerepet játszott a legkorábbi szász térítésekben. A harmincéves háború során a kolostort feldúlták és a gyújtogatásban elpusztult a híres könyvtár is. Ezt követően barokk stílusban építették újjá. |                            |

| | A hamburgi Speicherstadt és Kontorhaus negyedek a Chilehausszal |
| 2015 |                                                                 |
| Kulturális (IV) |                                                                 |
| Védett terület: 26,08 ha, puffer zóna: 56,17 ha, hivatkozás: 1467 |                                                                 |
| A Speicherstadt (magyarul kb. Raktárváros) egy városi negyed Hamburgban az Elba partján. A 19. században vámraktáraknak épített épületek az 1950-es évekig eredeti funkciójukat töltötték be. A kereskedelmi hajózás átalakulásával elnéptelenedtek, ezért a város döntést hozott az épületek átalakításáról. A Raktárvárosban ma irodák, bankok, galériák és exkluzív lakások találhatóak. Speicherstadt egy csoport kis szigeten épült ki 1885 és 1927 között, majd 1947 és 1967 között részlegesen átépítették. Háromszázezer négyzetméteres kiterjedésével egyike a világ legnagyobb összefüggő történelmi kikötőraktárainak. Tizenöt nagy épülettömbből, kiegészítő építményekből és rövid összekötő csatornákból áll. A modernista Chilehaus mellett álló Kontorhaus-negyed öt hektáron terül el. Fő részei az a hat nagyméretű irodaépítmény amelyek az 1920-as és az 1940-es évek között készültek el a kikötői üzleti adminisztráció ellátására. Az épületek a világkereskedelem 19. és 20. századi robbanásszerű fejlődésének bizonyítékai. |                                                                 |

| | Le Corbusier építészeti munkái |
| Argentína, Belgium, Franciaország, Németország, India, Japán és Svájc közös világörökségi helyszíne |                                |
| 2016 |                                |
| Kulturális (I)(II)(VI) |                                |
| Védett terület: 99 ha, puffer zóna: 1410 ha, hivatkozás: 1321 |                                |
| A világörökségi helyszínhez Le Corbusier 17 épülete tartozik, amelyek hét országban, Argentínában, Belgiumban, Franciaországban, Németországban, Indiában, Japánban és Svájcban találhatók. A kiválasztott épületeket új elgondolások alapján emelték, komoly hatást gyakoroltak távolabbi környezetük építészetére is és globálisan terjesztették a modern mozgalom eszméit. Az 1910-es és az 1960-as évek között épültek, modernizálták az építési technikákat és alkalmazkodtak a 20. századi igényekhez. Néhány épület nem sokkal elkészülése után világhírnévre tett szert, köztük a Villa Savoye a mozgalom egyik jelképe, a Unité d’Habitation a modern lakóházak prototípusa, és a ronchampi Magasságos Miasszonyunk-kápolna az egyházi építészet forradalmi megközelítése miatt. |                                |

| | Jégkorszaki művészet a sváb Jura hegységben |
| 2017 |                                             |
| Kulturális (III) |                                             |
| Védett terület: 462,1 ha, puffer zóna: 1 158,7 ha, hivatkozás: 1527 |                                             |
| A mai ember 43000 évvel ezelőtt az utolsó jégkorszak idején érkezett Európába. Egyik jelentős megtelepedési helyük a sváb Jura hegységben volt Dél-Németországban. A tervszerű feltárások már 1860-ban megindultak a környéken, az ásatások során hat barlangot vizsgáltak át, ahonnan i. e. 41000 és i. e. 31000 közé datálható leletek kerültek elő. Ezek között előfordultak faragott állatfigurák (barlangi oroszlánok, mamutok és lovak), hangszerek és ékszerek is. Ezen kívül félig embert, félig állatot ábrázoló faragványokat is feltártak, valamint egy nőalakot is. A lelőhelyek fontosságát az adja, hogy az itt előkerült leletek az eddig ismert legrégebbi műalkotások közé tartoznak és fontos információkkal szolgálnak az emberiség legkorábbi művészetének fejlődéséről. |                                             |

| | Hedeby és Danevirke |
| 2018 |                     |
| Kulturális (III)(IV) |                     |
| Védett terület: 277,55 ha, puffer zóna: 2 670 ha, hivatkozás: 1553 |                     |
| Hedeby régészeti helyszínén egy kereskedelmi központ maradványait tárták fel, amely a 8. és a 11. század között élte fénykorát. Egyedi fekvésének köszönhetően (délre a Frank Birodalom, északra a Dán Királyság helyezkedett el), kereskedelmi elosztó központ volt a kontinentális Európa és Skandinávia, valamint a Északi- és Balti-tenger között. Több mint három évszázadon keresztül (gyakorlatilag az egész viking korban) Hedeby egyike volt a legnagyobb és legfontosabb kereskedővárosoknak Nyugat- és Észak-Európában. A 10. században a Danevirke erődítményrendszer részévé vált, ami a Jütland-félszigetet az Európa többi részétől elválasztó Schleswig földszoroson keresztül húzódott és a határvidéket valamint a kikötőt tartotta ellenőrzés alatt. Hedeby területén utak, épületek, temetők maradványait tárták fel, a kikötőben négy elsüllyedt hajóroncs ismert. A település közelében három rúnakövet is találtak. |                     |

| | Naumburgi dóm |
| 2018 |               |
| Kulturális (I)(II) |               |
| Védett terület: 1,82 ha, puffer zóna: 56,98 ha, hivatkozás: 1470 |               |
| A Szent Péternek és Pálnak szentelt naumburgi dóm a Saale-menti Naumburg városában található egykori püspöki székesegyház. A ma látható épület, amely Szász-Anhalt egyik legjelentősebb késő románkori műemléke, jórészt a 13. század első feléből származik. A dóm híres nyugati kórusa a 13. század második felében épült, és a nyugati empóriummal valamint az alapítóknak a naumburgi mester műhelyéből kikerült szobraival a korai gótika legfontosabb építményei közé tartozik. A reformáció után 1541-ben iktatták be az első evangélikus naumburgi püspököt. 1564-ben Julius von Pflug püspök halála után a püspökséget megszüntették és a szász választófejedelemséghez csatolták, így a templom megszűnt püspöki széktemplom lenni, de továbbra is az evangélikus közösség templomaként működött. |               |

| | Erzgebirge/Krušnohoří bányavidék kultúrtáj |
| Csehország és Németország közös világörökségi helyszíne |                                            |
| 2019 |                                            |
| Kulturális (II)(III)(IV) |                                            |
| Védett terület: 6 833,77 ha, puffer zóna: 13 397,97 ha, hivatkozás: 1478 |                                            |
| Erzebirge/Krušnohoří (Érchegység) bányavidéke Németország délkeleti vidékén (Szászországban) és Csehország északnyugati részén terül el. A hegység többféle fémet tartalmazó érckészletét már a középkor óta hasznosítják. A régió 1460 és 1560 között Európa legfontosabb ezüstlelőhelye volt, ami számos technikai újdonságot eredményezett. A helyszínen kibányászott és feldolgozott második legfontosabb fém az ón volt. A 19. század végétől a régió világszerte jelentős uránlelőhellyé vált. Az Érchegység kultúrtája a csaknem nyolcszáz évig tartó bányászat során a 12. századtól a 20. századig alapvető változásokon ment keresztül. Vízelvezető rendszerek épültek, újfajta bányászati és feldolgozási technikák alakultak ki és bányavárosok épültek fel. |                                            |

| | Augsburg vízgazdálkodási rendszere |
| 2019 |                                    |
| Kulturális (II)(IV) |                                    |
| Védett terület: 112,83 ha, puffer zóna: 3 204,23 ha, hivatkozás: 1580 |                                    |
| Ausburg vízgazdálkodási rendszere a 14. századtól napjainkig szakaszosan fejlődött. Csatornák hálózatából, a 15. és a 17. század között emelt víztornyokból, vízzel hűtött mészárszékekből, három monumentális kútból és vízerőművekből áll. A víztornyokba szivattyúkat építettek be, a vízi erőművek jelenleg is energiát termelnek. A technikai fejlődés ami lehetővé tette a vízgazdálkodási rendszer kialakítását biztosította Ausburg vezető helyét a vízmérnökség területén. Az ivóvizet és a szennyvizet csatornák rendszerével már 1545-től szigorúan elválasztották egymástól jóval a kutatások előtt, amelyek bebizonyították, hogy a szennyezett víz sokféle betegség okozója lehet. |                                    |

| | Európa nagy fürdővárosai |
| Ausztria, Belgium, Csehország, az Egyesült Királyság, Franciaország, Németország, Olaszország közös világörökségi helyszíne |                          |
| 2021 |                          |
| Kulturális (II) (III) |                          |
| Védett terület: 7014 ha, puffer zóna: 11 319 ha, hivatkozás: 1613 |                          |
| A világörökségi helyszínhez összesen tizenegy fürdőváros tartozik, amelyek hét országban találhatók: Baden bei Wien (Ausztria), Spa (Belgium), Františkovy Lázně, Karlovy Vary és Mariánské Lázně (Csehország), Vichy (Franciaország), Bad Ems, Baden-Baden és Bad Kissingen (Németország), Montecatini Terme (Olaszország) és Bath (Egyesült Királyság). Mindegyik fürdőváros nagy ásványtartalmú és vízhozamú forrás(ok) körül épült ki, városképüket meghatározza a 19. század elejétől fellendülő és az 1930-as évekig folyamatosan fejlődő európai fürdőkultúra. A források közelébe terápiás célra hasznosított épületeket, nagyméretű szállodákat, szivattyúállomásokat, ivótermeket, medencéket építettek, a vizet összetett rendszereken keresztül (pl. alagutak segítségével) vezették el. Kiegészítő és rekreációs célra kerteket hoztak létre, kaszinókat, színházakat, villákat, találkozóhelyeket építettek, valamint kialakították a fürdők üzemeltetéséhez szükséges infrastruktúrát is. A fürdőközpontok létrehozásakor ügyeltek arra is, hogy az épületegyüttesek harmonikusan illeszkedjenek a városképbe és a környező tájba. A fürdővárosok az orvostudomány, más természettudományok, valamint a balneológia fejlődésének és egymással való szorosabb kapcsolatának bizonyítékai és fontos helyszínei. |                          |

| | A Római Birodalom dunai limese |
| Ausztria, Németország, Szlovákia közös világörökségi helyszíne |                                |
| 2021 |                                |
| Kulturális (II) (III) (IV) |                                |
| Védett terület: 1670,64 ha, puffer zóna: 1074,67 ha, Hivatkozás: 1608 |                                |
| A dunai limes egy csaknem hatszáz kilométer hosszú határszakasz volt a Duna mentén, a teljes Római Birodalmat körbefogó határrendszer egy része, az európai területek középső határszakasza a barbárok ellen. A Duna az első századtól kezdve körülbelül négyszáz éven keresztül természetes határként is funkcionált, a katonai infrastruktúra legionárius erődökből, kisebb erődítményekből, őrtornyokból, a hozzájuk tartozó kisegítő építményekből, átmeneti katonai táborokból és civil épületegyüttesekből állt, amelyek egymástól szabálytalan távolságra szóródtak szét a Duna mellett. Maga a folyó a Római Birodalomhoz tartozott és fontos katonai és áruszállítási útvonal is volt. A limes fejlődését a 2. század második felében és a 3. század közepén a háborúk lelassították, majd az utánuk következő békésebb időszakokban újból gyorsabb fejlődésnek indult. Ez a határszakasz nem egy átjárhatatlan határ volt, így elősegítette a különböző kultúrák közötti kapcsolattartást. A helyszín egyes elemei ma is álló épületek vagy épületrészek, más darabjai csak a régészeti kutatások után lett látható. Általánosságban jó állapotban maradtak meg, konzerválásuk folyamatban van. Némelyiket a középkorban vagy később újabb épületstruktúrákkal vettek körül.Németországi helyszínek: Bad Gögging, Eining‐Weinberg, Weltenburg‐Am Galget, Regensburg, Straubing, Künzing, Passau. |                                |

| | A Római Birodalom limese Germania Inferiorban |
| Hollandia és Németország közös világörökségi helyszíne |                                               |
| 2021 |                                               |
| Kulturális (II) (III) (IV) |                                               |
| Hivatkozás: 1631 |                                               |
| Az Alsó-Rajna bal partvonala mellett körülbelül négyszáz kilométer hosszan épült ki a Római Birodalom Germania Inferior provinciájának limese. Az Északi-tengerig érő határszakasz maradványai ma Németország és Hollandia területén találhatók. A helyszínhez összesen százkét objektum tartozik, együttesen alkották a birodalmat a 2. században körbevevő mintegy 7 500 kilométer hosszú, Európán, a Közel-Keleten és Észak Afrikán keresztülhúzódó határrendszer egyik szakaszát. A helyszínhez katonai és civil épületek maradványai tartoznak ezen kívül olyan határjelző elemek, amelyek Germania Inferior provincia végét jelezték az i. sz. 1. és 5. század között. Szinte minden épületrész maradványa a föld alatt található, ezért csak a régészeti feltárások alapján ismert. Az ásatások során katonai bázisokat, erődöket, kisebb erődítményeket, tornyokat, átmeneti táborokat, utakat, kikötőket, egy hajóflotta bázist, egy csatornát, egy vízvezetéket, valamint civil településeket, városokat, temetőket, szentélyeket, egy amfiteátrumot és egy palotát azonosítottak. Az objektumok egy része vízzel átitatott területen fekszik, ami elősegíti a bomló anyagok konzerválódását és az objektumok jobb állapotban való megőrzését. |                                               |

| | Mathildenhöhe művésztelep, Darmstadt |
| 2021 |                                      |
| Kulturális (II)(IV) |                                      |
| Védett terület: 5,37 ha, puffer zóna: 76,54 ha, hivatkozás: 1614 |                                      |
| A Matildenhöhe művészkolóniát Németország nyugati-középső részén 1897-ben alapította Ernő Lajos hesseni nagyherceg Darmstadt város legmagasabb pontján a képzőművészetekben és az építészetben egyre hangsúlyosabbá váló reformmozgalmak egyik központjaként. A kolónia épületei kísérleti modernista lakó- és alkotóhelyként az ideköltöző művészek tervei alapján készültek. A kolóniát az ezután megrendezett nemzetközi kiállítások keretében többször is kibővítették 1901-ben, 1904-ben, 1908-ban és 1914-ben. Jelenleg a korai modern építészet és várostervezés egyik emléke, amelyen a szecesszió erőteljes hatása ismerhető fel. A helyszín két fő részből áll, amelyek összesen 23 épületelemet foglalnak magukba, közülük a legfontosabbak: az esküvői torony (1908), a kiállítási csarnok (1908), a pálmafa liget (1833, 1904-14), Mária Magdolna orosz kápolna (1897-99), a liliomos medence, Gottfried Schwab emlékműve (1905), a pergolás kert (1914), a hattyú templomnak nevezett kerti pavilon (1914), az Ernő Lajos-kút és tizenhárom lakóépület amelyet a művészek műteremnek illetve kiállítóhelynek használtak. A kolóniát az 1904-es kiállításra egy három házból álló épületcsoporttal egészítették ki. |                                      |

| | ShUM Speyer, Worms és Mainz zsidó öröksége |
| 2021 |                                            |
| Kulturális (II) (III) (VI) |                                            |
| Védett terület: 5,56 ha, puffer zóna: 16,43 ha, hivatkozás: 1636 |                                            |
| A helyszín a Felső-Rajna vidékén található korábbi császárvárosok, Speyer, Mainz és Worms zsidó építészeti emlékeit foglalja magába. A ShUM rövidítés Speyer, Worms és Mainz héber kezdőbetűire utal. Speyerben a zsinagógát, a nők épületrészét, az épségben megmaradt föld alatti rituális fürdőhelyeket, vallási iskolák ásatások során feltárt maradványait sorolták a helyszínhez, amelyek mind magas művészi és építészeti színvonalat képviselnek. Hozzá tartozik a wormsi zsinagóga épületegyüttese a második világháború után újjáépített 12. századi zsinagógájával, a 13. századi női épületrészével, a gyülekező teremmel és a monumentális 12. századi rituális fürdővel. Része még a Worms és Mainz régi zsidó temetője is. Ezek a műemlékegyüttesek mind a korai askenázi zsidó közösségek és településeik fejlődéséről tanúskodnak a területen amelyek főleg a 11. és a 14. század között élték virágkorukat. Az itteni közösségek épületei prototípusként szolgáltak későbbi zsidó közösségek számára vallási épületeik és temetőik kialakításához. |                                            |

| | Erfurt középkori zsidó öröksége |
| 2023 |                                 |
| Kulturális (IV) |                                 |
| Hivatkozás: 1656 |                                 |
| A türingiai Erfurt óvárosa ad otthont a zsidó közösség számára kivételesen fontos, a 11. század közepe és a 14. század közepe között emelt épületeknek. A Régi Zsinagóga a legjobb állapotban megőrződött zsidó imaház Közép-Európában legrégebbi szerkezeti elemei 1100 köré datálhatók. A dongaboltozattal ellátott magas műszaki színvonalon megépült 13. századi Mikve, a rituális fürdőhelyiség Gera folyó partján fekszik.Az 1200 körül épült, majd 1250 körül újratervezett gótikus szerkezeti formákat mutató, festett mennyezetű Kőház egyedülálló példája a a zsidó tulajdonban lévő középkori világi épületeknek. A zsidó közösség épületei a középkori város szerves részeivé váltak, építészeti stílusuk és a hozzájuk felhasznált alapanyagok hasonlóak azokhoz amiket a keresztény közösség használt. A Régi zsinagóga, a Mikve és a Kőház a korai Közép-Európai zsidó kultúra virágkorának bizonyítékai, ami hirtelen ért véget a 14. században felerősödött üldözések miatt. |                                 |

| | Schwerini kastély |
| 2024 |                   |
| Kulturális (IV) |                   |
| Hivatkozás: 1705 |                   |
| A Németország északkeleti részén fekvő épületegyüttes legnagyobb részét a 19. században emelték. A Schwerinnek, Mecklenburg-Elő-Pomeránia székhelyének központjában található helyszín 38 részből áll, hozzá tartozik többek között a nagyherceg palotája, udvarházak, kulturális és szakrális célból használt épületek, valamint a Pfaffenteich-tó. Adminisztrációban, védelmi kérdésekben, infrastruktúrában, közlekedésben, reprezentációban és kultúrában ellátta mindazokat a funkciókat amik egy hercegi fővárostól elváhatóak voltak. Az épületek között parkokat, csatornákat, tavakat valamint nyilvános tereket hoztak létre. A világörökségi helyszín részei a kor historizáló szellemiségét tükröző kivételes építészeti együttest alkotnak. Építészeti stílusán felismerhetőek a neoreneszánsz, a neobarokk és a neoklasszicista stílusjegyek és az itáliai reneszánsz építészet hatása. |                   |

| | Morva egyházi települések |
| Az Amerikai Egyesült Államok, Dánia, az Egyesült Királyság és Németország) közös világörökségi helyszíne |                           |
| 2015 (Dánia), kiterjesztés: 2024 (Amerikai Egyesült Államok, Egyesült Királyság, Németország) |                           |
| Kulturális (III)(IV) |                           |
| Hivatkozás: 1468 |                           |
| A "Morva egyházi települések" helyszín több országban található. Közülük a dániai Christiansfeld már korábban, 2015-ben felkerült a világörökségi listára, míg 2024-ben a helyszínt kiterjesztették Herrnhut (Németország), Bethlehem (Amerikai Egyesült Államok) és Gracehill (Egyesült Királyság) településeken található, a 18. században alapított épületegyüttesekre is. Minden településen felismerhetőek a helyi jellegzetes építészeti elemek, ezek az egyház eszméire épülnek, de egyben a helyi viszonyokhoz is igazodnak. Együttesen a határokon átnyúló nemzetközi egyház globális hálózatát képviselik. A helyszínhez tartozó minden településen aktív gyülekezet működik, tagjai megőrzik és gondozzák egyházuk hagyományait egyben egyfajta élő örökséget alkotnak. |                           |

| | II. Lajos bajor király kastélyai |
| 2025 |                                  |
| Kulturális (IV) |                                  |
| Hivatkozás: 1726 |                                  |
| A helyszín három épületegyüttest és egy kis villát foglal magában, amelyet II. Lajos bajor király építtetett a 19. század második felében. A „mesekirálynak” becézett, politikailag hatalom nélküli II. Lajos távoli vagy a régmúltból származó helyeket akart újjáteremteni. A Neuschwanstein kastélyt (a képen) Richard Wagner operái, Herrenchiemsee-t a versailles-i kastély, Linderhof kastélyát pedig a keleti épületek és Wagner világa egyaránt inspirálta. Mindhárom komplexumot hamarosan múzeummá alakították, ami lehetővé tette, hogy szinte teljes mértékben megőrizzék eredeti formájukat. |                                  |